# 空军电影：生存时刻
《空军电影：生存时刻》，是一部2022年上映的马来西亚军事动作片，由祖卡纳因阿查（Zulkarnain Azhar）和徐添发（Frank See）联合执导。影片拍摄历时4年，得到了马来西亚皇家空军的大力支持，于2022年8月25日上映，为2022年马来西亚国庆日65周年电影。

## 剧情
电影发生在一个饱受内战蹂躏的虚构太平洋岛国南布里（Namburi）。在这岛国经历了5年的南北阵营的内战后，好不容易达成停火协议。一支马来西亚PASKAU（特种空军）小组和人道主义特派团负责在停火期间执行该岛国的维和任务。但随着停火协议到期，当地战事又再一触即发。
就在这支特派团队准备结束在南布里的任务准备登上最后一架军用运输机归国时，该团队的指挥官阿楠（阿迪·普特拉饰演）在撤离的最后阶段保护了当地一名受伤的南方武装成员小孩逃入撤离的基地，而受到当地民兵组织的追击和监视，被保护的小孩也在到达基地后伤重而亡。在无奈之下，他们乘塔A400M军机离开，但在飞行过程中被武装分子使用地对空导弹击落。虽然机上9人成功在坠机前跳伞逃生，但却面临当地武装民兵组织派遣的特攻小队的追捕。他们除了要逃避这支小队之外，还必须穿越当地民兵组织的控制区和难民营，到达安全的地方等待救援。
马来西亚皇家空军得知此事后，开始部署救援任务。扎峰（艾曼哈金里扎饰演）是一名战斗机飞行员，在得知他的从小一起长大的好友兼未来妹夫阿迪（纳斯T饰演）是其中一名落难者后，虽然他因为违规飞行受到空军部的停飞惩罚，但他出色的飞行技术成功为他争取到这次的拯救任务
。

## 演员
- 阿迪·普特拉
- 纳斯T
- 艾曼哈金里扎
- 莎拉阿里
- 路曼哈菲斯
- 依曼歌莉妮
- 巴波罗阿米鲁
- 佐汉阿沙里
- 阿纳斯里祖安
- 苏慧敏（Carmen Soo）
- 陈泽耀（Jack Tan）

## 制作
《空军电影》与马来西亚武装部队 （ATM）、马来西亚皇家空军（TUDM） 和5家大型制作公司合作制作，即Multimedia Entertainment,、嘉通院线（GSC）、Astro控股私人有限公司、FXHammer Films和SixFun Media。本片也是上述5家电影公司作为在COVID-19大流行后重拾本地电影业信心，旨在宣传最新的马来西亚电影和向观众提供即将上映的电影的活动SapotLokal Filem 2021的6部电影之一。据导演祖卡纳因阿查表示，电影名称原称为「Air Force The Movie」，「Selagi Bernyawa」是军方要求为更具深意而添加的。
《空军电影》由曾执导电影《J革命》的祖卡纳因阿查（Zulkarnain Azhar）和为电影《PASKAL》编写剧本的徐添发（Frank See）共同执导。导演祖卡纳因阿查表示，在实施行动管制令（MCO） 期间，电影的制作过程很困难，但因为制作团队的努力使得电影在没有任何中断的情况下完成。据他介绍，演员们在雪兰莪万津的军营接受了1个月的基本军事训练。电影使用CGI特效的部分少于一成，其馀的画面都是实景拍摄，包括军机、空战场面等。全片动员超过500位演员参与。

### 拍摄
主体拍摄于2019年10月至2019年12月进行，历时76天。在2020年1月至2020年2月期间，在马来西亚皇家空军的帮助下完成了一些额外的拍摄，特别是飞行和空战行动。在2020年3月实施行动管制令（MCO）之前，电影已完成90%的拍摄，但因为在沙巴拍摄时适逢雨季和COVID-19大流行在马来西亚蔓延，剩下的画面和后期制作暂时停止，直到开放后进行补拍。担任动作导演的徐添发表示，拍摄期间面对最大的挑战是天气，在沙巴拍摄期间，拍摄时一直下雨，但演员毫无怨言，全程投入拍摄中。拍摄地点包括彭亨关丹、登嘉楼瓜拉登嘉楼、雪兰莪莎阿南、吉打亚罗士打、沙巴古打毛律和柔佛等地。

## 发行

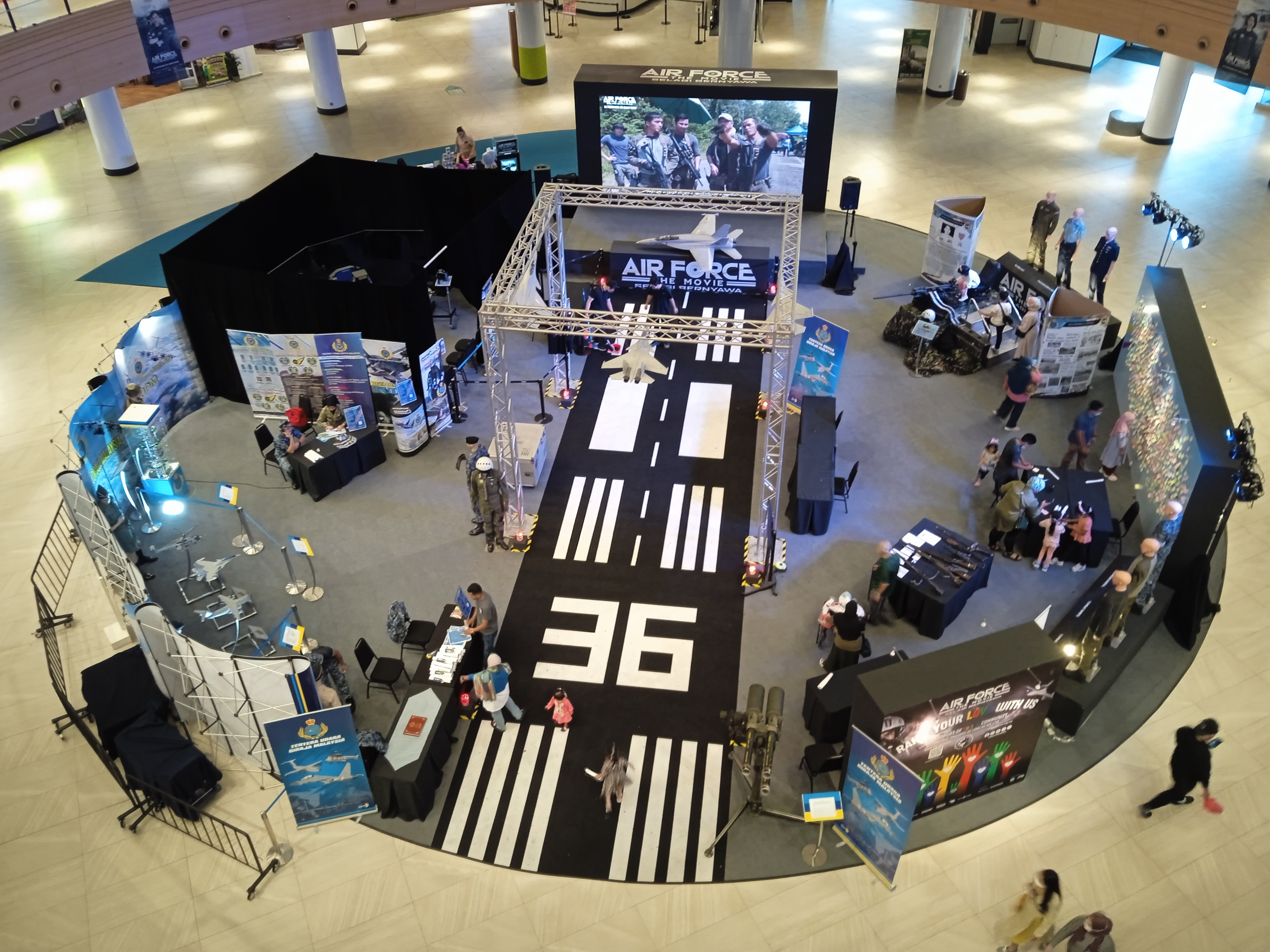
在哥打白沙罗的丽阳名捷城商场举行的电影博览会

作为上映前的预热，GSC影院于2020年4月发布一段1分05秒的预告片。正式官方预告片于2022年6月2日在嘉通院线的官方YouTube频道发布。同日，电影的推介礼在雪兰莪梳邦空军基地举行，由多媒体集团主席卡立阿布峇卡和马来西亚武装部队总司令阿芬迪共同主持推介仪式。8月22日，电影在谷中城美佳廣場嘉通戏院（GSC）举办媒体放映会、记者会和首映礼。2022年8月25日起，电影在马来西亚、汶莱与新加坡的170家影院上映。2023年1月25日，电影在Netflix正式上线。

## 票房
《空军电影》在上映的第3天，获到600万零吉票房收入。上映第4天，收获800万令吉的票房，发行商GSC影院亦宣布计划在韩国、日本和台湾上映。上映第7天，收获1300万令吉的票房。上映第11天，获得2000万令吉票房收入。上映第18天，收获2700万令吉票房收入。上映第28天，在4个星期内收获3000万令吉票房收入。2022年度总结的记录中共收获了3100万令吉总票房收入。

## 回响
尽管影迷对这部电影赞不绝口，但评论家的评论褒贬不一。在IMDb上，平均得分为6.1（最高10分）。

## 奖项与提名
| 颁奖典礼             | 颁奖日期      | 類別         | 獲獎或入圍者           | 結果 | 來源          |
| -------------------- | ------------- | ------------ | ---------------------- | ---- | ------------- |
| 第32届马来西亚电影节 | 2022年12月2日 | 最佳视觉特效 | 《空军电影：生存时刻》 | 獲獎 | [ 22 ] [ 23 ] |

## 电影花絮
- 本片是马来西亚首部以空军为题材的电影。
- 本片是导演徐添发继2018年以马来西亚皇家海军《PASKAL》为题材后，再次挑战空军题材的电影。